# Ввід/вивід
Ввід/вивід, введення-виведення (англ. I/O, input/output) в інформатиці — взаємодія між обробником інформації (наприклад, комп'ютер) і зовнішнім світом, який може представляти як людина, так і будь-яка інша система обробки інформації. Введення, ввід — сигнал або дані, отримані системою, а вивід — сигнал або дані, надіслані нею (або з неї). Термін також може використовуватися як позначення (або доповнення до позначення) певної дії: «виконувати введення / виведення» означає виконання операцій введення або виведення. Пристрої введення-виведення використовуються людиною (або іншою системою) для взаємодії з комп'ютером. Наприклад, клавіатури та миші — спеціально розроблені комп'ютерні пристрої введення, а монітори та принтери — комп'ютерні пристрої виводу. Пристрої для взаємодії між комп'ютерами, як модеми та мережеві карти, зазвичай служать пристроями введення і виведення одночасно.
Варто відзначити, що призначення пристрою як пристрою введення або виведення залежить від перспективи. Миші та клавіатури приймають фізичну дію, здійснювану людиною-користувачем (до речі, щодо нього це будуть дії з виведення інформації), і перетворює його в сигнали, зрозумілі комп'ютеру. Виведення інформації з цих пристроїв є введенням її в комп'ютер. Аналогічно, принтери та монітори отримують на вході сигнали, які виводить комп'ютер. Потім вони перетворять ці сигнали в такий вигляд, який людина зможе побачити чи прочитати. Для людей-користувачів процес читання або перегляду подібних варіантів представлення інформації є введенням або отриманням інформації.
У комп'ютерній архітектурі об'єднання процесора та основної пам'яті (тобто пам'яті, з якої процесор може читати та записувати в неї прямо за допомогою особливих інструкцій) становить «мозок» комп'ютера, і з цієї точки зору, будь-який обмін інформацією з цим об'єднанням, наприклад, з дисковим накопичувачем, має на увазі введення-виведення. Процесор і його супутні електронні кола реалізують введення-виведення з розподілом пам'яті, використовувані в низькорівневому програмуванні при реалізації драйверів пристроїв.
Високорівнева операційна система і програмне забезпечення використовують інші, більш абстрактні концепції та примітиви введення-виведення. Наприклад, більшість операційних систем реалізують прикладні програми через концепцію файлів. Мови програмування Сі та C++, а також операційні системи сімейства Unix, традиційно абстрагують файли та пристрої у вигляді потоків даних, з яких можна читати та в які можна записувати, або і те й інше разом. Стандартна бібліотека мови Сі реалізує функції для роботи з потоками для введення і виведення даних.

## Інтерфейс вводу-виводу
Інтерфейс вводу-виводу вимагає керування процесором кожного пристрою. Інтерфейс повинен мати відповідну логіку для інтерпретації адреси пристрою, що генерується процесором.
Встановлення контакту повинно бути реалізовано інтерфейсом за допомогою відповідних команд типу (ЗАЙНЯТИЙ, ГОТОВИЙ, ЧЕКАЮ), щоб процесор міг взаємодіяти з пристроєм вводу-виводу через інтерфейс.
Якщо існує необхідність передачі розрізнених форматів даних, то інтерфейс повинен вміти конвертувати послідовні (впорядковані) дані в паралельну форму і навпаки.
Повинна бути можливість для генерації переривань і відповідних типів чисел для подальшої обробки процесором (за потреби).
Комп'ютер, що використовує введення-виведення з розподілом пам'яті, звертається до апаратного забезпечення за допомогою читання і запису в певні осередки пам'яті, використовуючи ті ж самі інструкції мови асемблера, які комп'ютер зазвичай використовує при зверненні до пам'яті.